# 721
721 је била проста година.

## Догађаји
- 13. фебруар – Краљ Хилерик II умире у Атињи (Ардени), после петогодишње владавине. Наследио га је Теудерик IV, син Дагоберта III, као меровиншки владар Франака, под контролом градоначелника палате, Карла Мартела.
- Лето –Карло Мартел враћа ауторитет аустразијској палати широм Франачког краљевства, укључујући и Аквитанију и Провансу (Јужна Француска) на коју право полажу Франци. Ригоберта, епископа Ремса, протерује у Гаскоњу.
- 9. јун – Битка код Тулуза: Након три месеца опсаде Тулуза, муслиманске снаге под гувернером (валијем) Ал-Самхом ибн Маликом ал-Кавланијем су поражене од Еудеса, војводе од Аквитаније, спречавајући проширење контроле Омајада над Галијом.
- Анбаса ибн Сухаим Ал-Калби је именован за гувернера Ал-Андалуза, након смрти Ал-Самха. Муслимани под вођством Абдула Рахмана ал-Гафикија повлаче се у Нарбон. Визиготски војвода Амрус из области Лерида признаје власт Омајада.[2]
- Тервел, владар (каган) бугарског царства, умире после 21-годишње владавине. Наследио га је Кормесиј, вероватно Тервелов син, који је сувладар и потомак краљевског клана Дуло.
- Праг су (према легенди) основали принцеза Либуше и њен муж Премисл, оснивач династије Премислиди.
- Краљ Ине од Весекса побеђује принца Циневулфа, непознатог рођака који се залаже за трон Весекса.
- 31. мај – Вак Чанил Аџау (Лади Сик Ски), која је била регент за свог сина Кʼакʼ Тилив Цхан Цхаака од 693. до његовог пунолетства, постаје нова краљица мајанског града државе Наранхо у Гватемали када К'ак Тилив умре од непознатих узрока. Она влада до своје смрти 741. године.
- Кише и јаке олује око јужне морске луке Јангџоу уништиле су преко 1.000 бродова и чамаца у Великом каналу, током династије Танг.
- Прумску опатију су основали Бертрада, ћерка бившег краља Теудерика III, и њен син Хариберт, гроф од Лаона.